# Ellington (Cambridgeshire)
Pour les articles homonymes, voir Ellington.
Ellington est une paroisse civile et un village du Cambridgeshire, en Angleterre.